# Abadan-Krise

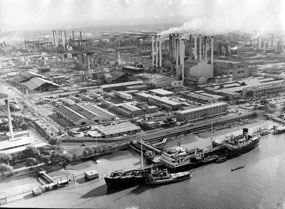
Anglo-Iranian Oil Company, 1950

Die Abadan-Krise, benannt nach der Stadt Abadan, begann im März 1951 als Auseinandersetzung um die iranischen Bodenschätze durch Verstaatlichung des iranischen Vermögens der in britischer Hand befindlichen Anglo-Iranian Oil Company (AIOC). Die Krise dauerte bis Oktober 1954, als das iranische Parlament dem mit Briten und Amerikanern ausgehandelten Konsortialvertrag mit einer Laufzeit von 25 Jahren seine Zustimmung erteilte. Die Abadan-Krise führte zum ersten Exil des Schahs Mohammad Reza Pahlavi, zum Sturz des iranischen Premierministers Mohammad Mossadegh und zu einer völligen Neuausrichtung der iranischen Politik. Das Ende der Laufzeit dieses sowohl für die westlichen Ölkonzerne wie für Iran so wichtigen Vertrages fiel mit dem Ende der Regentschaft von Schah Mohammad Reza Pahlavi im Jahre 1979 zusammen.

## Vorgeschichte
Abadan ist eine Stadt am persischen Golf, in der im Jahre 1908 Öl entdeckt wurde. Innerhalb von 40 Jahren entwickelte sich die Raffinerie von Abadan zur größten Raffinerie der Welt. Die Raffinerie wie alle anderen Ölanlagen in diesem Teil Irans wurden von der AIOC auf der Grundlage eines 1933 zwischen der AIOC und Iran geschlossenen Abkommens betrieben. Nach diesem für eine Dauer von 60 Jahren geltenden Abkommen standen Iran ca. 8 % des Nettoerlöses aus dem Verkauf des Rohöls zu, unabhängig von weiteren Erlösen aus der Raffinerie und dem Verkauf von Ölfertigprodukten. Die AIOC erzielte im Jahre 1947 einen  Nettoerlös von £40 Mio., wovon an Iran £7 Mio. abgeführt wurden, was einer Quote von lediglich 18 % entspricht. Für Großbritannien waren diese Einnahmen besonders wichtig, weil Erdöl in US-Dollar gehandelt wurde und dadurch ein erheblicher Devisenzufluss bestand.
Während des Zweiten Weltkriegs und der folgenden Irankrise war an eine Revision dieses Abkommens nicht zu denken. Iran war bis ins Jahr 1946 von alliierten Truppen besetzt und gewann erst 1947 seine internationale Handlungsfähigkeit wieder. Nach dem Vorbild Venezuelas, das 1942 alle Ölkonzessionen revidiert und eine 50-%-Beteiligung am Nettoerlös durchgesetzt hatte, wollte die iranische Regierung eine vergleichbare Lösung erzielen. Im Februar 1949 begannen die Verhandlungen zwischen der AIOC und dem Finanzminister Golshaiyan, mit dem Ziel, das Abkommen aus dem Jahr 1933 entsprechend zu revidieren.

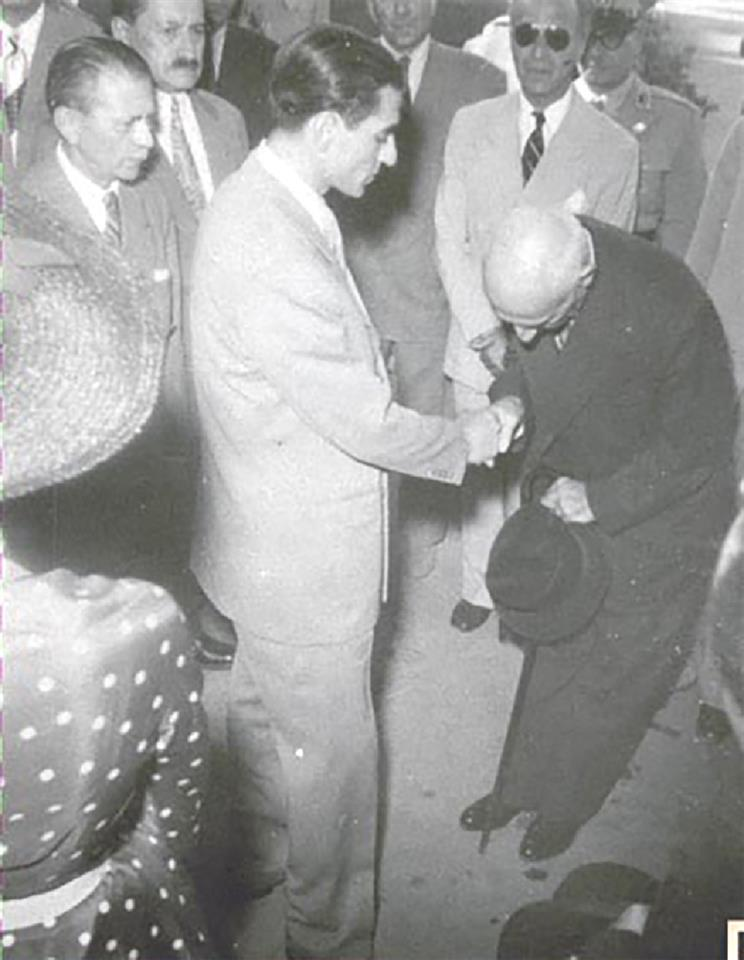
Schah Mohammad Reza Pahlavi empfängt Mohammad Mossadegh

Die Verhandlungen führten zu keiner Einigung, so dass im Jahre 1950 vom neu gewählten Parlament eine neue Kommission eingesetzt wurde, die sich mit der Frage der Ölkonzessionen befassen sollte. Der Vorsitzende dieser Kommission war zunächst Allahyar Saleh, später Mohammad Mossadegh. Im Jahr 1950 verhandelte die Arabian-American Oil Company (ARAMCO) mit den Saudis über ein neues Abkommen, das eine 50/50-Aufteilung der Nettoöleinnahmen vorsah. Für die iranische Regierung, das Parlament und den Schah war es selbstverständlich, dass mit der AIOC eine vergleichbare Regelung erzielt werden sollte. Sollte die AIOC diesen Forderungen nicht zustimmen, sollte die Ölindustrie verstaatlicht werden. Die Verhandlungen des Premierministers Razmara mit der AIOC konnten nicht zu Ende geführt werden, da Premierminister Razmara am 7. März 1951 durch ein Mitglied der Fedajin-e Islam, Khalil Tahmasbi, erschossen wurde. Ajatollah Kaschani erklärte den Mörder Razmaras zu einem „Retter des iranischen Volkes“ und forderte dessen umgehende Entlassung aus dem Gefängnis. Am Tag darauf wurde von der Ölkommission des Parlaments die Verstaatlichung der Ölindustrie beschlossen.
Der Streit um die Verstaatlichung der Ölindustrie wurde in Iran als politische Grundsatzdiskussion geführt. Für die kommunistische Tudeh-Partei war die Verstaatlichung ein wichtiger Schritt in Richtung eines sozialistischen Iran. Für Mohammad Mossadegh und seine Partei der Nationalen Front ging es eher um politische Souveränität und nationale Ehre. Die islamische Rechte verfolgte eine Politik gegen die Verwestlichung (gharbsadegi) Irans, Razmara hob eher auf die technische Machbarkeit ab. Er wies darauf hin, dass das Öl wie alle Bodenschätze aufgrund eines Verfassungsartikels bereits dem iranischen Staat gehörten, dass es also letztlich nur um die Verstaatlichung der Raffinerien und Anlagen der Ölindustrie ginge. Razmara erklärte vor dem Parlament: „Ich möchte hier ganz deutlich sagen, dass Iran gegenwärtig nicht über die industriellen Möglichkeiten verfügt, das Öl aus der Erde zu holen und es auf dem Weltmarkt zu verkaufen […] Meine Herren, Sie können doch mit den Ihnen zur Verfügung stehenden Mitarbeitern nicht einmal eine Zementfabrik managen. […] Ich sage dies in aller Deutlichkeit, wer das Vermögen und die Ressourcen unseres Landes in Gefahr bringt, begeht Verrat an unserem Volk.“ Mossadegh entgegnete: „Ich meine, die Iraner empfinden nur Hass gegenüber dem, was der Premierminister gesagt hat, und halten eine Regierung für illegitim, die sich auf solch eine sklavenhafte Erniedrigung einlassen. Es führt kein Weg an der Verstaatlichung des Öls vorbei.“
Ob Razmara die Verhandlungen mit der AIOC hätte erfolgreich abschließen können, bleibt unklar. Sein gewaltsamer Tod setzte den Verhandlungen zunächst ein Ende. Eine Woche nach der Ermordung Razmaras verabschiedete das Parlament am 15. März 1951 das Gesetz zur Verstaatlichung der Ölindustrie und beauftragte die parlamentarische Ölkommission, die Ausführungsbestimmungen auszuarbeiten. Der Senat stimmte dem Gesetz am 20. März 1951 zu, der Schah unterzeichnete es noch am selben Tag und setzte es damit in Kraft. Hossein Ala, der neue Premierminister, sollte die anstehenden Verhandlungen mit den Briten führen. Am 26. April legte Mossadegh der parlamentarischen Ölkommission einen 9-Punkte-Plan als Ausführungsbestimmungen des Verstaatlichungsgesetzes vor, ohne Ala zu konsultieren, worauf dieser seinen Rücktritt einreichte. Am 29. April 1951 ernannte der Schah Mossadegh zum neuen Premierminister. Inzwischen hatte das Parlament seinen 9-Punkte-Plan angenommen. Am 30. April wurde der 9-Punkte-Plan vom Senat bestätigt und am 1. Mai 1951 mit der Unterschrift des Schahs in Kraft gesetzt.
Auf der Grundlage des Verstaatlichungsgesetzes nahm im Juni 1951 die National Iranian Oil Company (NIOC) ihre Arbeit auf. Drei Mitglieder des provisorischen Vorstands der NIOC fuhren am 9. Juni nach Abadan und hissten am 10. Juni 1951 die iranische Flagge auf der Hauptverwaltung der Raffinerie. Sie boten den 4.500 britischen Mitarbeitern der AIOC eine Weiterbeschäftigung bei der NIOC an. Diese lehnten geschlossen ab und verließen das Land. Zu diesem Zeitpunkt waren ca. 61.500 Mitarbeiter bei der AIOC beschäftigt. Die Ölförderung war nach der Abreise der britischen Mitarbeiter zunächst unterbrochen worden. Die Briten riefen den UN-Sicherheitsrat in New York als Schlichtungsstelle an. Mossadegh fuhr im Oktober 1951 nach New York zum UN-Sicherheitsrat und vor den internationalen Gerichtshof in Den Haag. Die Sitzung in New York brachte aber keine Entscheidung. Die Auseinandersetzung um die Verstaatlichung der Ölindustrie entwickelte sich zur Abadan-Krise.

## Die Vermittlungsbemühungen der USA
Die USA unterhielten seit dem Zweiten Weltkrieg freundschaftliche Beziehungen zu Iran. Im Rahmen des von Präsident Harry S. Truman initiierten Point-IV-Programmes, einer Art Marshall-Plan für den Nahen Osten, hatten sie Iran finanzielle und personelle Aufbauhilfe zukommen lassen. Zugleich war die USA an der finanziellen Stabilisierung Großbritanniens durch die Deviseneinnahmen aus dem Ölgeschäft interessiert. Mossadegh reiste nach Washington, um sich mit Präsident Truman zu besprechen. Die Regierung in Washington schlug die Internationale Bank für Wiederaufbau und Entwicklung (IBRD) als vermittelnde Institution vor. Die Bank könne das Management der Ölverkäufe für eine begrenzte Zeit übernehmen und Iran ein Darlehen zur Finanzierung der Wiederaufnahme der Ölförderung anbieten, rückzahlbar aus den zu erwartenden Öleinnahmen. Dies hätte den Vorteil, dass Iran wieder Einnahmen aus dem Ölgeschäft erzielen könnte, bis der Disput durch weitere Verhandlungen endgültig beigelegt werden könnte. Mossadegh stimmte diesem Vorschlag zu. Die Briten zögerten. Im September 1951 beorderte Truman W. Averell Harriman als Sondergesandten nach Iran.

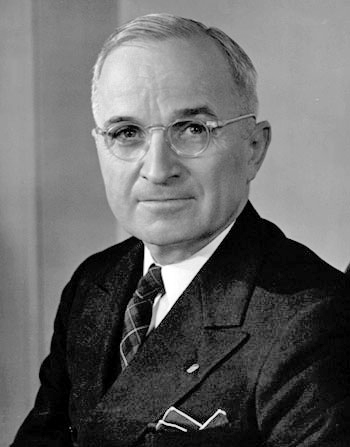
Harry S. Truman

In der Zwischenzeit war die Ölförderung im Irak, in Kuwait, Saudi-Arabien und den USA erheblich gesteigert worden, so dass der Ausfall des iranischen Öls mehr als kompensiert worden war. Hinzu kam, dass sich die wirtschaftliche Situation in Iran durch die fehlenden Öleinnahmen mehr und mehr verschlechterte. Die britische Regierung hatte inzwischen ein Export-Embargo gegen Iran verhängt. Im Gegenzug ordnete Mossadegh die Schließung aller britischen Konsulate in Iran an.
Am 22. Juli 1952 entschied der Internationale Gerichtshof in Den Haag mit 9 gegen 5 Stimmen, dass die Ölkonzession von 1933 ein Vertrag zwischen Iran und einer ausländischen Firma sei, dass dies deshalb keine Angelegenheit der britischen Regierung sei und dass Iran das Recht hätte, die Industrieanlagen zu verstaatlichen, wenn eine adäquate Entschädigung angeboten würde. Mossadegh ließ sich als moralischer Sieger feiern. Fakt war aber, dass die Ölförderung von täglich 666.000 Fass auf 20.000 Fass pro Tag gesunken war und die Öleinnahmen nach Abzug der Löhne und Gehälter nahe null waren.
Im zweiten Jahr des Koreakrieges wurde die Abadan-Krise zu einer zunehmenden politischen Belastung für die USA. Präsident Truman wollte Mossadegh keinen Grund für eine Annäherung an die Sowjetunion liefern. Er überzeugte den britischen Premierminister Winston Churchill, dem Iran ein neues Angebot zu unterbreiten. Das Angebot sah vor, dass die Verstaatlichung der Industrieanlagen anerkannt würde, die Frage der Entschädigungszahlungen dem Internationalen Gerichtshof in Den Haag zur Entscheidung vorgelegt würde, dass zwischen der AIOC und der iranischen Regierung die Fragen der Wiederinbetriebnahme der Ölförderung und des Ölverkaufs bilateral geklärt würden und das Exportembargo gelockert würde. Darüber hinaus wollte die US-Regierung Iran umgehend $ 10 Mio. als Darlehen zur Verfügung stellen, um die Wirtschaft wieder in Gang zu bringen.
Am 27. August 1952 wurde der Churchill-Truman-Vorschlag Mossadegh übermittelt. Dieser lehnte ihn umgehend ab. Er sah sich als Sieger von Den Haag, der keine britischen Ingenieure mehr in Abadan dulden wollte. Am 3. September 1952 wurde vom US-amerikanischen Außenminister Acheson in einer Pressekonferenz in Washington ein verbessertes Angebot unterbreitet, in dem anerkannt wurde, dass einzig die NIOC die Kontrolle über die Verwaltung der iranischen Ölindustrie habe, und in dem vorgeschlagen wurde, dass ein internationales Konsortium gegründet werden solle, welches das iranische Öl aufkaufen und auf dem internationalen Ölmarkt verkaufen würde. Wenn die NIOC in den kommenden Jahren die entsprechende Expertise erworben hätte, könne sie als unabhängiger Verkäufer auf dem internationalen Ölmarkt agieren. Auch dieses Angebot lehnte Mossadegh ab. Er erklärte zudem, dass die Frage der Entschädigung vor einem iranischen Gericht verhandelt werden müsse, da das Gericht in Den Haag sich in dieser Frage bereits für nicht zuständig erklärt habe.

## Eskalation

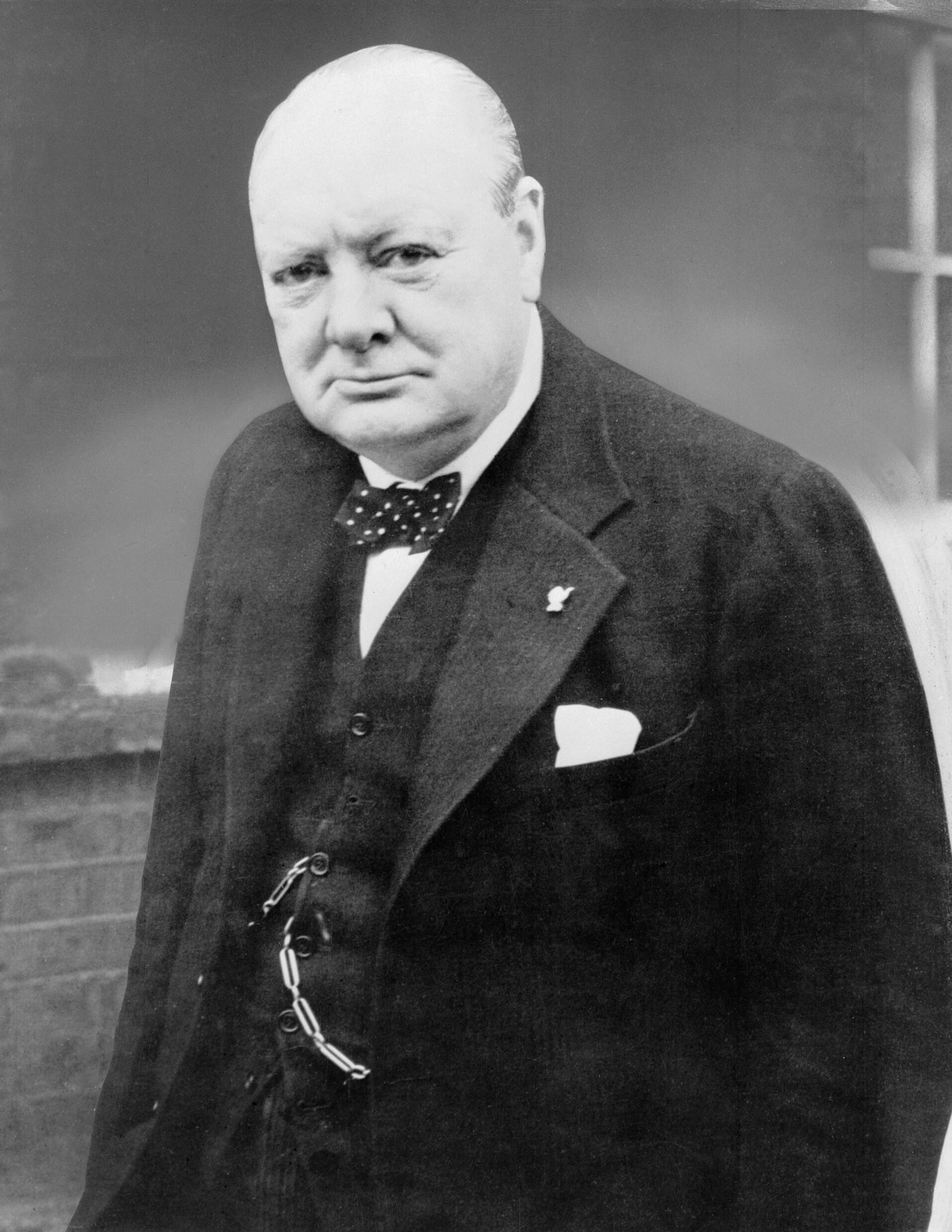
Winston Churchill

Churchill glaubte immer noch an eine Lösung zu Gunsten Großbritanniens. Mossadegh hatte seine Politik nach dem Prinzip der, wie er es nannte, „negativen Balance“ ausgerichtet. Die Frage ausländischer Konzessionen war von iranischen Regierungen bislang nach dem Prinzip der „positiven Balance“ gehandhabt worden. So hatten im Süden die Briten eine Ölkonzession bekommen; zum Ausgleich bekamen die Russen im Norden eine Konzession. Mossadegh wollte Iran durch eine streng nationale Politik von der Abhängigkeit ausländischer Konzessionseinnahmen lösen, indem er keine Konzessionen mehr an ausländische Staaten oder Firmen vergeben wollte. Das iranische Öl sollte von der NIOC gefördert, verarbeitet und verkauft werden. In diesem Ziel waren sich letztlich Mohammad Reza Schah, Mossadegh und das iranische Parlament einig. Die Frage war nur, wie und in welchem Zeitraum man dies erreichen konnte. Durch die Verstaatlichung der Ölanlagen in Abadan hatte der iranische Staat die vollständige Kontrolle über die Förderung und Verarbeitung des Öls. Iran hatte aber keinen einzigen Tanker, um das Öl zu seinen potentiellen Kunden zu transportieren, und Iran verfügte über keine Marine, die den Seeweg durch den persischen Golf hätte offen halten können.
Großbritannien weitete das Embargo aus und erklärte, dass es alle Tanker beschlagnahmen werde, die iranisches Öl geladen hätten. Im Juli 1952 wurde der italienische Tanker Rose Mary mit iranischem Öl an Bord im Hafen von Aden von britischen Inspektoren beschlagnahmt. Indien, die Türkei und Italien, die neue Verträge mit der NIOC abgeschlossen hatten, kündigten daraufhin die Lieferabkommen. Ferner setzte die britische Regierung die Regierungen in den USA, Deutschland, Schweden, Österreich und der Schweiz unter Druck, Ingenieuren und Technikern, welche Arbeitsverträge mit der NIOC geschlossen hatten, die Ausreise nach Iran zu verbieten. Darüber hinaus fror die Bank von England alle iranischen auf Pfund Sterling lautenden Konten im Gesamtwert von 49 Mio. Pfund als Ausgleich für die Verstaatlichung der Ölanlagen in Abadan ein. Am 23. Oktober 1952 brach Iran die Beziehungen zum Vereinigten Königreich ab. Das britische Embargo verfehlte seine Wirkung nicht. Die iranische Bevölkerung begann zu hungern.

## Notverordnungen
Der Druck auf Mossadegh, eine Lösung in der Abadan-Krise zu erreichen, wuchs. Am 23. Juli 1952 hatte das neu gewählte Parlament eine Art Notstandsgesetz verabschiedet, welches Mossadegh für 6 Monate die Möglichkeit gab, das Land per Dekret zu regieren. Er löste den Senat auf, der sich bis zuletzt gegen die Entmachtung der parlamentarischen Kammern gewehrt hatte. Am 21. Oktober 1952 verabschiedete er ein Gesetz, aufgrund dessen jeder festgenommen werden konnte, der Arbeiter und Angestellte zum Streik aufrief, oder der als Regierungsangestellter oder Beamter streikte. Jeder, der nach diesem Gesetz festgenommen worden war, sollte als schuldig angesehen werden, bis die Polizei seine Unschuld bewiesen hätte. Am 6. Januar 1953 verlangte Mossadegh vom Parlament eine Verlängerung seiner Vollmachten um weitere 12 Monate. Zahlreiche Mitglieder seiner Partei verweigerten ihm nun die Gefolgschaft. Auch der Klerus, angeführt von Parlamentspräsident Kaschani, versagte Mossadegh zunächst die Unterstützung. Am Ende gelang es Mossadegh aber, eine Mehrheit von Abgeordneten davon zu überzeugen, dass man nur den Briten in die Hand spielen würde, wenn man jetzt seiner Regierung das Vertrauen entzöge. Am 20. Januar 1953 verlängerte das Parlament seine Vollmachten.
In den USA hatte der neu gewählte Präsident Eisenhower die Amtsgeschäfte übernommen. Er bestätigte am 20. Februar 1953 im Rahmen eines mit Churchill abgestimmten Vorschlags die Zusage seines Vorgängers Truman, bei den Verhandlungen mit den Briten Iran weiter vermittelnd zu unterstützen. Nachdem die Verstaatlichung der Ölindustrie von Großbritannien prinzipiell anerkannt worden war, musste lediglich die Höhe der Entschädigungszahlungen, welche aus den Ölverkäufen finanziert werden sollten, geklärt werden. Mossadegh wollte höchstens den Wert der Industrieanlagen ersetzen. Der Eisenhower-Churchill-Vorschlag sprach vage von Entschädigungen „auf der Grundlage internationaler Prinzipien zwischen freien Nationen ...“. Mossadegh blieb hart und lehnte den Vorschlag ab.
Die USA hatten Iran im Rahmen des von Präsident Truman initiierten Point-IV-Programms mit inzwischen über 44 Mio. Dollar unterstützt, um einen vollständigen Zusammenbruch der iranischen Wirtschaft zu verhindern. Die Beträge reichten aber letztlich nicht aus, die fehlenden Öleinnahmen zu kompensieren. Am 10. Juni 1953 unterzeichneten die Sowjetunion und Iran ein neues Wirtschaftsabkommen. In weiteren Verhandlungen bot die Sowjetunion die Rückgabe iranischer Goldreserven an, welche es im Zweiten Weltkrieg beschlagnahmt hatte, Grenzfragen sollten zu Gunsten Irans geregelt werden, und der Sowjetisch-iranische Freundschaftsvertrag aus dem Jahre 1921 sollte neu verhandelt werden.

## Mossadegh – Der Volkstribun
Im Juni 1953 überraschte eine Nachricht aus Kairo die Politiker Teherans. Ein Jahr zuvor hatte eine Gruppe von Offizieren – unter ihnen Gamal Abdel Nasser – König Faruq zu Gunsten seines Sohnes abgesetzt. Am 18. Juni 1953 erklärte der ägyptische revolutionäre Kommandorat, der bis dahin die Regierungsgeschäfte geführt hatte, Ägypten zur Republik mit Muhammad Nagib als erstem Präsidenten und Premierminister.
Viele Abgeordnete des iranischen Parlaments fürchteten oder wünschten, je nach politischer Couleur, ein ähnliches Schicksal für Iran. Die Einheit zwischen dem Schah, der Regierung Mossadegh und dem Parlament, die zu Beginn der Auseinandersetzungen mit den Briten geherrscht hatte, war aufgrund der sich verschärfenden Wirtschaftskrise und der damit verbundenen sozialen und politischen Unruhen zerbrochen. Die kommunistische Tudeh-Partei forderte inzwischen offen die Abschaffung der Monarchie und die Gründung einer Republik. Mossadegh war klar, dass die Parlamentsmehrheit ihm hier nicht folgen würde. Am 10. Juli 1953 kündigte er eine Volksabstimmung an. In einem Referendum wollte er über die Auflösung des Parlaments abstimmen lassen. Am 21. Juli organisierte die Tudeh-Partei eine Großdemonstration mit über 100.000 Teilnehmern, um ihrer Forderung nach der Abschaffung der Monarchie, dem Bruch mit den USA und einer engen Zusammenarbeit mit der Sowjetunion Nachdruck zu verleihen.
Am 29. Juli ordnete Mossadegh per Dekret das Referendum für den 3. August in Teheran und den 10. August in den Provinzen an. Mossadegh hatte angeordnet, dass für Ja- und Nein-Stimmen getrennte Wahlurnen eingerichtet werden sollten und dass auf jedem Stimmzettel der Name des Wählers und Datum und Ort seines Ausweises vermerkt werden mussten. Dies war ein klarer Bruch der Verfassung, welche geheime Abstimmungen und Wahlen vorsah. Die Umsetzung dieser Anordnung ging schließlich noch einen Schritt weiter. Für Ja- und Nein-Stimmen waren getrennte Wahllokale eingerichtet worden. Wer ein „Nein-Lokal“ betreten wollte, wurde mit Stöcken und Messern bedroht. 99 % der abgegebenen Stimmen waren Ja-Stimmen.
Am 11. August floh der Schah in den Norden Irans nach Ramsar und von dort aus in seine Sommerresidenz nach Kalardasht am Kaspischen Meer. Am 12. August ordnete Mossadegh die Festnahme oppositioneller Politiker und die sofortige Beurlaubung ihm gegenüber kritisch eingestellter Generäle und Offiziere an. Am 13. August 1953 unterzeichnete der Schah auf der Grundlage der Verfassung zwei Dekrete (farman). Mit dem ersten Dekret ordnete er die Absetzung von Mossadegh an. Mit dem zweiten Dekret bestimmte er General Zahedi zum neuen Premierminister. Oberst Nassiri sollte General Zahedi und Mossadegh die Dekrete überbringen. General Zahedi war ein erklärter Gegner Mossadeghs. Mossadegh hatte seit Monaten versucht, Zahedi festnehmen zu lassen.
Am 14. August erklärte Mossadegh, dass er das Parlament auf der Grundlage des zuvor abgehaltenen Referendums auflösen wolle. Die formelle Anfrage an den Schah, das Parlament aufzulösen, erfolgte am 15. August. Am Abend des 15. August überbrachte Oberst Nassiri Mossadegh das Dekret mit seiner Absetzung, was zur umgehenden Festnahme Nassiris führte. Mossadegh widersetzte sich den Anordnungen des Schahs. Das Ende der Monarchie schien gekommen. Am 16. August 1953 erfuhr der Schah von der Festnahme Nassiris, setzte sich auf dem Flughafen in Ramsar mit seiner Frau Soraya in eine kleine Sportmaschine, flog nach Bagdad und bat „für einige Tage um Asyl“. Der iranische Botschafter in Bagdad forderte umgehend die Auslieferung des Schahs an Iran. Der Schah flog weiter nach Rom.

## Operation Ajax
In Rom erklärte Mohammad Reza Schah der Weltpresse seine Sicht der Dinge. Er habe nicht abgedankt, Mossadegh sei als Premierminister von ihm entlassen worden, und General Zahedi sei von ihm als neuer Premierminister bestimmt worden. Die Fakten in Teheran sagten etwas anderes. Mossadegh agierte weiter als Premierminister und General Zahedi war nach der Festnahme Oberst Nassiris untergetaucht.

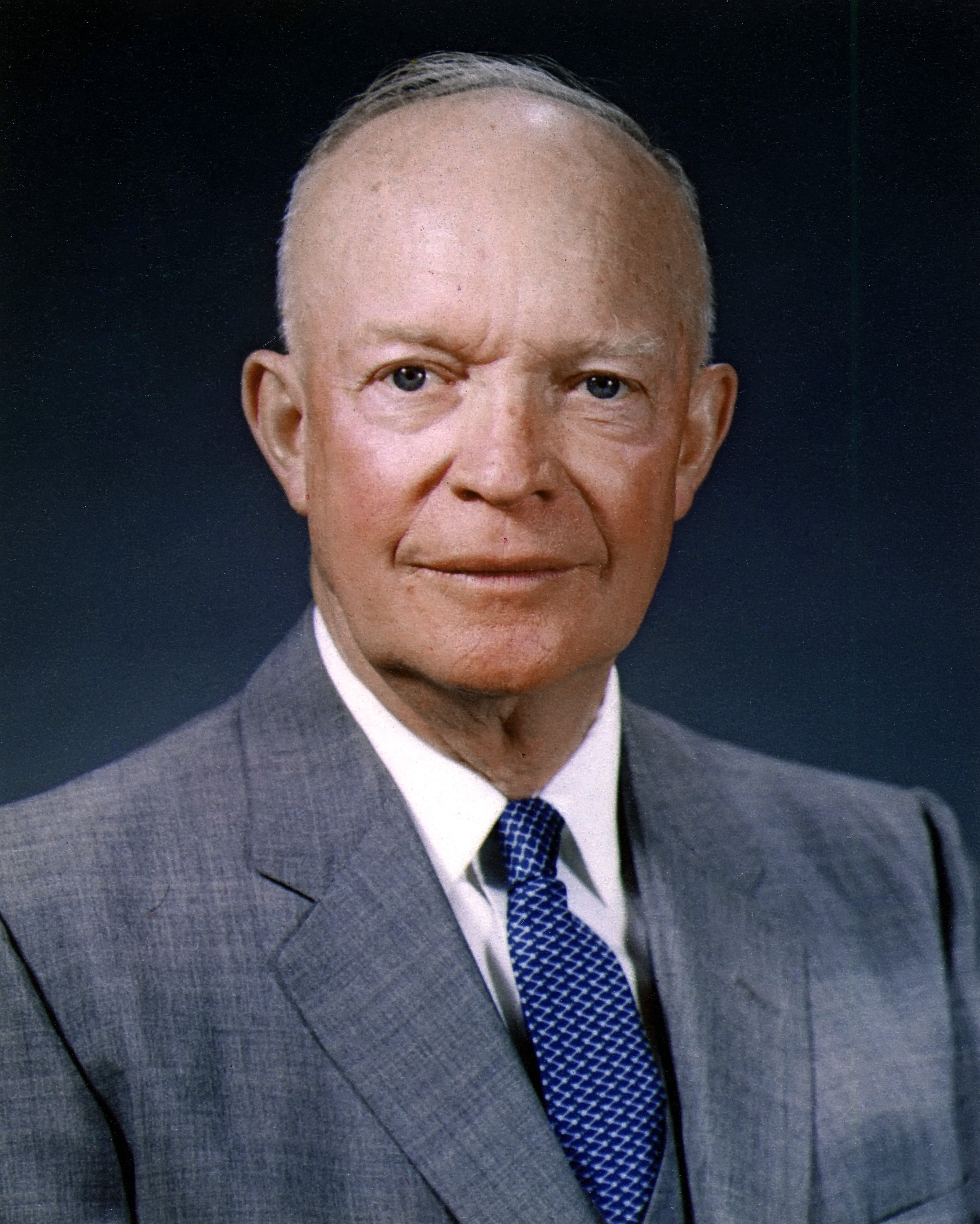
Dwight D. Eisenhower

In Washington hatte man sich auf alle Eventualitäten vorbereitet. Die CIA hatte einen Plan zur Absetzung Mossadeghs mit dem Codenamen AJAX ausgearbeitet. Am 4. April 1953 hatte CIA-Direktor Allen Dulles ein Budget von $ 1 Mio. für die Abteilung in Teheran bewilligt. Der Plan bestand aus drei Elementen: Mohammad Reza Schah wurde die rückhaltlose Unterstützung zugesagt, General Zahedi sollte Premierminister werden, eine Propaganda-Kampagne sollte die Absetzung Mossadeghs vorbereiten. Im Juni 1953 stimmte Eisenhower dem Plan der CIA zu. Diese im April 1953 formulierten Pläne sollten allerdings durch die Ereignisse im August überholt werden.
Rechtlich gesehen war Mossadegh aufgrund der Dekrete des Schahs bereits abgesetzt und General Zahedi neuer Premierminister. Jetzt musste man diese Entscheidung des Schahs noch durchsetzen. Was nun folgte, ist umstritten. Kermit Roosevelt porträtiert in seinem 1979 erschienenen Buch Countercoup die CIA und vor allem sich selbst als „Herren des Geschehens“, welche die gewaltsame Absetzung Mossadeghs herbeigeführt und General Zahedi zu seinem Amt als Premierminister verholfen hätten. Stephen Kinzer überarbeitete die Ausführungen von Kermit Roosevelt und veröffentlichte sie 2003 unter dem Titel All the Shah’s Men. General Zahedi und vor allem sein Sohn Ardeschir Zahedi stellen die Ereignisse in einem völlig anderen Licht dar.
General Zahedi und sein Sohn hielten sich in Shemiran bereit. Ardeschir war in die Stadt gefahren, um das Dekret des Schahs in einem Foto-Shop zu vervielfältigen. Said Hekmat hatte inzwischen die internationale Presse zu einer Pressekonferenz in sein Haus eingeladen. Ardeschir verteilte die Kopien des Dekrets, mit dem sein Vater mit Wirkung vom 15. August 1953 vom Schah zum Premierminister bestimmt worden war. Die Weigerung Mossadeghs, sein Amt zu räumen, mache ihn zu einem Rechtsbrecher, der einen Staatsstreich gegen die Verfassung und die Monarchie betreibe.
Am folgenden Tag wurden die Dekrete des Schahs in der Teheraner Tageszeitung Ettelā'āt abgedruckt. Mossadegh erklärte, er habe einen Militärputsch niedergeschlagen, nahm aber zu den Dekreten des Schahs keine Stellung. Tudeh-Aktivisten begannen die Statue von Reza Schah niederzureißen. Am Dienstag, den 16. August forderte eine Tudeh-Großdemonstration die Ausrufung einer Demokratischen Volksrepublik Iran. Am Abend desselben Tages zogen die Anhänger des Schahs mit „Lang-lebe-der-Schah“-Rufen durch die Straßen. Am Mittwoch riefen die Schah-Anhänger zum Sturz Mossadeghs auf. Diese wundersame Wendung auf den Straßen Teherans wird einer Ringertruppe unter Shaban Jafari zugeschrieben. Er organisierte eine kleine Pro-Schah-Demonstration. Jedem, der „Lang Lebe der Schah“ (javid Shah) rief, drückten sie einen Zehn-Rial-Schein in die Hand. Das Geld stammte aus den Kassen der CIA. Bald war die Demonstration auf mehrere hundert Teilnehmer angewachsen.
Am Morgen des 19. August 1953 plante Mossadegh ein neues Referendum. Doch dazu sollte es nicht mehr kommen. Pro-Schah-Demonstrationen waren in ganz Teheran im Gange. Truppen, welche die Menge auflösen sollten, solidarisierten sich mit ihr. Gegen 15 Uhr war Radio Teheran in den Händen der Schah-Anhänger und sendete ununterbrochen die Nationalhymne. Die Armee war vollständig auf die Seite der Schah-Anhänger gewechselt. Einige Panzer, die eigentlich zur Verteidigung Radio Teherans abkommandiert waren, fuhren zum Haus von Mossadegh, begleitet von einer Menge Demonstranten. Vor dem Haus fielen einige Schüsse. Doch Mossadegh hatte das Haus längst verlassen. Die Menge drang in das Haus ein und begann es zu plündern. Am 22. August 1953 wurde Mossadegh festgenommen. Am selben Tag kehrte Mohammad Reza Schah nach Teheran zurück und traf mit Premierminister Zahedi zusammen, um das weitere Vorgehen zu besprechen.

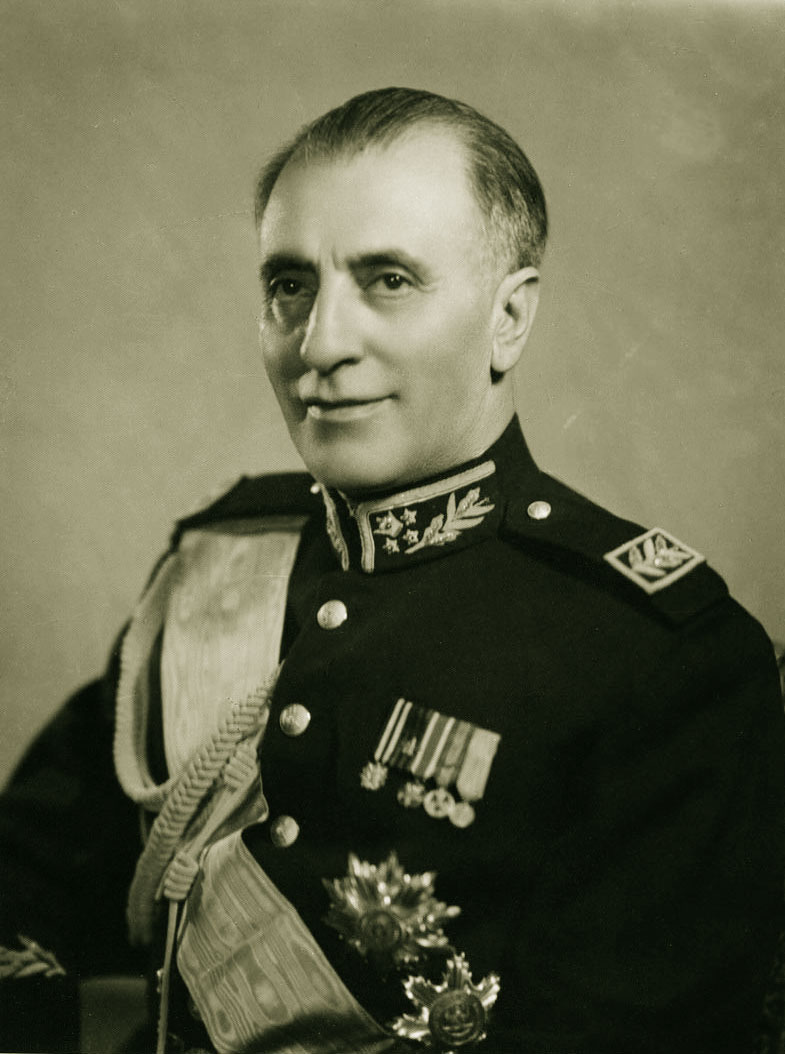
Premierminister Fazlollah Zahedi

Mohammad Reza Schah und Premierminister Zahedi war klar, dass als Erstes die Wirtschaft Irans wieder in Gang kommen müsse. Eisenhower hielt Wort und stellte am 5. September ein Darlehen von $ 45 Mio. zur sofortigen Verwendung bereit. Zusätzlich wurden $ 23,4 Mio. Wirtschaftshilfe im Rahmen des Punkt-IV-Programms zugesagt. Die Verhandlungen mit den Briten über die Frage der Entschädigungszahlungen für die verstaatlichte Raffinerie in Abadan wurden wieder aufgenommen. Im Dezember 1953 nahmen Iran und das Vereinigte Königreich wieder diplomatische Beziehungen auf. Im gleichen Monat wurde das Parlament durch ein Dekret des Schahs aufgelöst. Das neu gewählte Parlament konstituierte sich am 18. März 1954.

## Folgen
Die Abadan-Krise hatte die Beziehungen zwischen Iran und dem Vereinigten Königreich schwer beschädigt. In den Augen der Iraner war das Vereinigte Königreich zum Symbol für Unterdrückung und Ausbeutung geworden. Umgekehrt hatten sich die USA als treuer Verbündeter der iranischen Monarchie erwiesen. Nach einigen Vorgesprächen wurden die Verhandlungen im April 1954 mit der US-amerikanischen Standard Oil, der britischen AIOC und der Royal Dutch Shell aufgenommen. Am 5. August 1954 wurde ein Rahmenabkommen unterzeichnet, welches anerkannte, dass Iran die vollständige Kontrolle über seine Ölbestände habe. Ein Konsortium sollte gebildet werden, welches die Förderung, Verarbeitung und Vermarktung für die kommenden 25 Jahre übernehmen sollte. Zwei zu gründende und in den Niederlanden registrierte Firmen (Iranian Oil Exploration and Producing Co. und die Iranian Oil Refining Co.) sollten das operative Geschäft übernehmen. Das Konsortium mit Namen Iranian Oil Participants, welches in London angesiedelt war, sollte die Entscheidungen über Fördermengen und Preise treffen. In diesem Konsortium hatte Iran keinen Vertreter. Die Entschädigung für die verstaatlichte Abadan-Raffinerie wurde von geforderten 200 Mio. Pfund auf 25 Mio. Pfund zahlbar in Raten über 10 Jahre festgelegt.
Letztlich war niemand in Iran mit der Konsortiallösung zufrieden. Die Ölverträge wurden jetzt zwar über iranische Firmen abgewickelt. Die Entscheidungen über die Fördermenge und den Preis pro Fass wurden aber von einem Konsortium gefällt, in dem Iran nicht vertreten war. Das Parlament und der Senat stimmten den Verträgen im Oktober 1954 zu. Ali Amini, der die Verträge federführend für Iran ausgehandelt hatte, erklärte vor dem Parlament: „Wir behaupten weder, dass dieser Vertrag die ideale Lösung ist, noch dass wir eine Lösung erreicht hätten, die unser Volk wünscht. [...] Wir müssen aber anerkennen, dass wir unsere Vorstellungen nur dann durchsetzen können, wenn wir die Macht, den Wohlstand und die technischen Möglichkeiten haben, die uns im Wettbewerb mit den großen und mächtigen Ländern bestehen lassen.“ Amini hatte in seiner Rede vor dem Parlament die politischen Vorgaben für die kommenden 25 Jahre formuliert. Im Jahre 1979, wenn das Abkommen neu verhandelt werden sollte, sollte Iran als gleichwertiger Partner den westlichen Mächten gegenübertreten können, um endlich selbst bestimmen zu können, welche Menge zu welchem Preis iranisches Öl gefördert, verarbeitet und verkauft werden kann.